# Stephanoaetus
Stephanoaetus is een geslacht van vogels uit de familie van de havikachtigen (Accipitridae). De wetenschappelijke naam is gepubliceerd in 1922 door William Lutley Sclater.

## Soorten
De volgende soorten zijn bij het geslacht ingedeeld:
- Stephanoaetus coronatus – Kroonarend
- † Stephanoaetus mahery – Madagascarkroonarend